# 残基
残基（ざんき、英語：residue）とは、合成物質の化学構造において生成する化学結合の構造以外の部分構造を指し示す化学概念や化学用語である。一般には残基という用語は単独で使用されることは少なく、高分子化合物のように一定の化学結合により単量体が連結している場合に、置換基の呼称の後に「～残基」と組み合わせることで部分構造を指し示すために使用される。また概念を示す明確なルールに基づいて区部されるわけではないため、残基部分の境界は曖昧であり、使用される文脈に強く依存する。
残基に相対する化学結合は単結合など（bond）ではなく、化学反応で生成する官能基による結合、たとえばエステル結合、ペプチド結合、グリコシド結合などである。したがって高分子の構造は化学結合部分と残基部分とから構成されることになる。
鎖状分子においては化学構造の部分を示すために、主鎖（primary chain, main chain）と側鎖（side chain, branched chain）という区分をするが、これはトポロジー的な関係に着目した部分構造の分類になる。さもなくばある程度明瞭な中心構造を持つ場合は、母核（scaffold）と「-部分」（moiety）というように分類する場合もある。

## 生化学
具体的には糖鎖、ポリペプチド、ポリヌクレオチドなど生体高分子化合物の特性はその残基部分の配列によりその高分子の特性がさまざまに変化することから残基の概念が頻繁に使用される。
ポリペプチドやたんぱく質の場合は、それらがアミノ酸から合成されることから、通常、残基はポリペプチドのアミド結合（ペプチド結合）以外のアミノ酸構造を意味する。また、ペプチド鎖ではC末端とN末端のアミノ酸はN端残基（N-terminal residue）、C端残基（C-terminal residue）と呼ばれる。
生化学および分子生物学では、残基という用語は、多糖類、タンパク質、核酸の重合体鎖内の特定のモノマーを指す。 タンパク質では、あるアミノ酸のカルボキシル基が別のアミノ酸のアミノ基と結合してペプチドを形成する。 その結果、水分が除去され、残ったものが残基と呼ばれる。 残基の特性は、他の残基との相互作用や、それが存在するタンパク質の全体的な化学的特性に影響を与える。 このタンパク質は118個のアミノ酸残基から構成されている」とか、「ヒスチジン残基はイミダゾール環を含むので塩基性であると考えられている」と言うかもしれない。 残基はイミダゾール環やイミダゾール部分を構成する部分とは異なることに注意。
DNAまたはRNAの残基は、核酸中の単一ヌクレオチドである。DNAの残基の例としては、「A」、「T」、「G」、および「C」の塩基がある。

## 分子内の特徴的な単位
残基は、メチル基のような分子の一部を形成する原子または原子団を指すこともある。